# Захарово (Вязниковский район)
Захарово — упразднённая деревня в Вязниковском районе Владимирской области России.

## География
Урочище находится в северо-восточной части области, в зоне хвойно-широколиственных лесов, в пределах Волжско-Окского междуречья, к западу от реки Тетрух, на расстоянии примерно 20 километров (по прямой) к юго-западу от города Вязники, административного центра района. Абсолютная высота — 118 метров над уровнем моря.

### Климат
Климат характеризуется как умеренно континентальный. Средняя температура воздуха самого холодного месяца (января) — −11,1 °C (абсолютный минимум — −48 °С), средняя максимальная температура воздуха (июля) — +23,3 °С (абсолютный максимум — +37 °С). Годовое количество атмосферных осадков составляет около 607 мм, из которых 413 мм выпадает в период с апреля по октябрь.

## История
В «Списке населенных мест Владимирской губернии по сведениям 1859 года» населённый пункт упомянут как удельная деревня Судогодского уезда, расположенная при колодцах, в 71 версте от уездного города. В деревне насчитывалось 29 дворов и проживал 221 человек (105 мужчин и 116 женщин).
По состоянию на 1905 год, в Захарове имелось 50 дворов и проживало 226 человек. В административном отношении деревня входила в состав Воскресенской волости.
По данным 1926 года в деревне имелось 53 хозяйства и проживало 293 человека (125 мужчин и 168 женщин). Являлась центром Захаровского сельсовета.
На момент упразднения входила в состав Большевысоковского сельсовета Вязниковского района. Упразднена решением облисполкома № 322 от 4 июля 1989 года как фактически не существующая.